# 三重県道511号豊北港小俣線
三重県道511号豊北港小俣線（みえけんどう511ごう とよきたこうおばたせん）は、三重県伊勢市を通る一般県道である。

## 概要
伊勢市東豊浜町から伊勢市小俣町元町に至る。
西豊浜町IC交差点から終点までの区間を別名「小俣アクセス」と称する。

### 路線データ
- 起点：伊勢市東豊浜町（豊北港）
- 終点：伊勢市小俣町元町（三重県道428号伊勢小俣松阪線交点）
- 総延長：5.593 km

## 歴史
- 明治時代は野依道（里道一等）と称した[1]。
- 1952年（昭和27年） - 府県道土路西条小俣線として認定される[2]。
- 1959年（昭和34年） - 県道豊北港小俣線（延長5.54 km）として認定される[注釈 1]。
- 1973年（昭和48年）
  - （時期不明） - 小俣アクセスの完成に伴い、豊北港小俣線が小俣アクセスを通るルートに変更される[注釈 2]。
  - 9月30日 - 小俣アクセスの開通式を挙行する[3]。

## 路線状況

### 別名
- 小俣アクセス

### 重複区間
- 三重県道60号伊勢松阪線（伊勢市磯町）

### 道路施設

#### 橋梁
- 中橋（外城田川、伊勢市、三重県道60号伊勢松阪線重複区間内）
- 野依橋（外城田川、伊勢市）
- 下小俣跨線橋（しもおばたこせんきょう：近鉄山田線、伊勢市）

## 地理

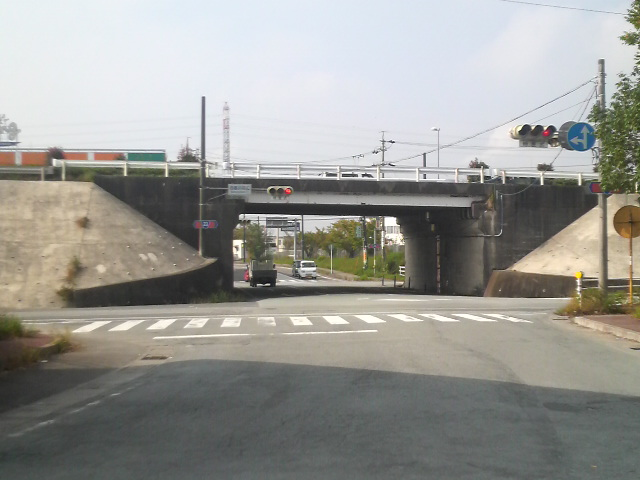
西豊浜町IC交差点（2008年10月4日撮影）
西豊浜町側（北側）から見る。上側が国道23号。

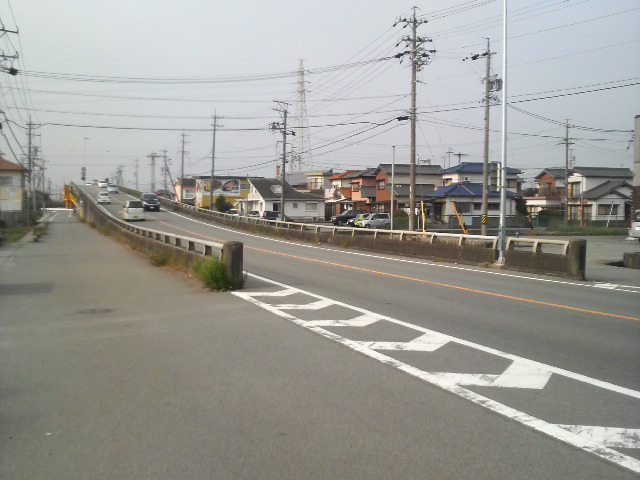
下小俣跨線橋（2008年10月4日撮影）
国道23号側（北側）から見る

### 通過する自治体
- 三重県
  - 伊勢市

### 交差する道路
| 交差する道路                        | 交差する場所 | 交差する場所     |
| ----------------------------------- | ------------ | ---------------- |
| 三重県道60号伊勢松阪線 重複区間起点 | 磯町         |                  |
| 三重県道60号伊勢松阪線 重複区間終点 | 磯町         |                  |
| 国道23号                            | 西豊浜町     | 西豊浜町IC交差点 |
| 三重県道428号伊勢小俣松阪線         | 小俣町元町   | 終点             |

### 交差する鉄道
- 近鉄山田線

### 沿線
- 豊北漁港
- 伊勢市立豊浜東小学校
- 豊浜郵便局
- 宮川
- 伊勢市立豊浜西小学校
- 伊勢志摩総合地方卸売市場
- 近鉄山田線 小俣駅
- 伊勢市立小俣小学校（終点付近）
- 伊勢市役所小俣総合支所（終点付近）
- 小俣郵便局（終点付近）